# Церковь Святой Евфимии (Верона)
Церковь Святой Евфимии (итал. Chiesa di Santa Eufemia, Санта Эуфемия) — католическая церковь в городе Верона (Италия). Посвящена великомученице Евфимии Всехвальной.
Строительство было начато в 1275 году, освящение храма состоялось в 1331 году. Здание неоднократно перестраивалось и приобрело свой современный облик к XV веку. Был возведён готический портал, украшенный статуями святых, на фасаде сделаны два высоких окна, разделённых колонкой. Под левым окном разместили мраморный саркофаг и надгробие Лаваньоли (1550 год), под правым — гробницу Верита. К зданию пристроена колокольня в романском стиле.

## Интерьер
Церковь однонефная, украшена современными фресками. В боковых алтарях и капеллах находятся следующие произведения искусства:
- Святая Варвара, Антоний Великий и Рух (Торбидо, XVI век);
- Мадонна с шестью святыми (Доменико Брузасорчи);
- Святой Фома из Вильянуэвы (Чиньяроли, XVI век);
- капелла Спольверини Даль Верме: фрески «Путешествие Товита» и «Жития святых Урсулы и Лючии» (Франческо Карото), «Мадонна со святыми» (Моретто да Брешия) и «Распятие» (Доменико Брузасорчи)
- фреска «Святой Августин» (Стефано да Верона, XVI век).